# 小行星11958
小行星11958（11958 Galiani）是一颗绕太阳运转的小行星，为主小行星带小行星。该小行星于1994年3月9日发现。

## 轨道参数
小行星11958的轨道半长轴为2.2899508 UA，离心率为0.145。